# Radikala folkpartiet (Serbien)
Radikala folkpartiet (serbiska: Народна радикална странка/Narodna radikalna stranka) var en serbisk nationalistisk organisation ledd av Tomislav Nikolić.
1991 gick partiet ihop med Serbiska tjetnikrörelsen och bildade Serbiska radikala partiet.